# 홍전현
홍전현(베트남어: Huyện Hồng Dâ / 縣洪民)은 베트남 메콩강 삼각주 박리에우성의 현이다.

## 행정 구역
홍전현은 1개의 시진과 7개의 사를 관할하고 있다.

### 시진
- 응안즈어 시진 (Thị trấn Ngan Dừa, 岸蒢市鎭)

### 사
- 록닌 사 (Xã Lộc Ninh, 祿寧社)
- 닌호아 사 (Xã Ninh Hòa, 寧和社)
- 닌끄어이 사 (Xã Ninh Quới, 寧貴社)
- 닌끄어이A 사 (Xã Ninh Quới A, 寧貴A社)
- 닌타인러이 사 (Xã Ninh Thạnh Lợi, 寧盛利社)
- 닌타인러이 A 사 (Xã Ninh Thạnh Lợi A, 寧盛利A社)
- 빈록 사 (Xã Vĩnh Lộc, 永祿社)
- 빈록A 사 (Xã Vĩnh Lộc A, 永祿A社)